# Geraldine Somerville
Geraldine Margaret Agnew-Somerville (Meath, 19 marzo 1967) è un'attrice irlandese.

## Biografia
È la figlia dell'esperto finanziario Sir Quentin Agnew-Somerville, secondo baronetto e della commerciante di antichità a County Meath (Irlanda), l'onorevole Lady Agnew-Somerville. Sua madre è la figlia di John Drummond, quindicesimo Baron Strange e sorella della defunta Cherry Drummond, sedicesima Baronessa Strange. Segue lezioni di danza dall'età di sei anni e, a otto anni, viene mandata alla The Arts Educational School, un collegio a Tring, Hertfordshire, dove studia balletto fino a sedici anni. A Londra entra alla Guildhall School of Music and Drama nel 1989, dove studia per tre anni, interpretando sempre vecchie signore. Lavora sul palcoscenico e appare in televisione nelle serie Poirot e Casualty (1993), prima di approdare nel ruolo di Penhaligon o 'Panhandle', nella serie Cracker con l'attore Robbie Coltrane.
Successivamente interpreta Lady Stockbridge in Gosford Park (2001) di Robert Altman e la madre di Harry Potter, Lily Evans, in sei film della saga, sempre in un piccolo ma importante ruolo.

### Vita privata
Geraldine Somerville ha una sorella maggiore, Amelia, che gestisce un ristorante con suo marito nella foresta pluviale australiana, e un fratello minore, Lockett, che lavora a Hong Kong.
Nel 1995 ha sposato Bill Osbourne-Young, dal quale ha avuto tre figli, Caspar William (2002), Arthur (2004) e Rose (2007).

## Filmografia parziale

### Cinema
- True Blue - Sfida sul Tamigi (True Blue), regia di Ferdinand Fairfax (1996)
- Harry Potter e la pietra filosofale (Harry Potter and the Philosopher's (Sorcerer's) Stone), regia di Chris Columbus (2001)
- Gosford Park, regia di Robert Altman (2001)
- Harry Potter e la camera dei segreti (Harry Potter and the Chamber of Secrets), regia di Chris Columbus (2002)
- Harry Potter e il prigioniero di Azkaban (Harry Potter and the Prisoner of Azkaban), regia di Alfonso Cuarón (2004)
- Harry Potter e il calice di fuoco (Harry Potter and the Goblet of Fire), regia di Mike Newell (2005)
- Harry Potter e l'Ordine della Fenice (Harry Potter and the Order of the Phoenix), regia di David Yates (2007)
- Harry Potter e il principe mezzosangue (Harry Potter and the Half-Blood Prince), regia di David Yates (2009)
- Harry Potter e i Doni della Morte - Parte 1 (Harry Potter and the Deathly Hallows: Part I), regia di David Yates (2010)
- Harry Potter e i Doni della Morte - Parte 2 (Harry Potter and the Deathly Hallows: Part II), regia di David Yates (2011)
- Marilyn (My Week with Marilyn), regia di Simon Curtis (2011)
- Grace di Monaco, regia di Olivier Dahan (2014)
- Kids in Love, regia di Chris Foggin (2016)
- Vi presento Christopher Robin (Goodbye Christopher Robin), regia di Simon Curtis (2017)
- Fair Play, regia di Chloe Domont (2023)

### Televisione
- The Black Velvet Gown, regia di Norman Stone – film TV (1991)
- Cracker – serie TV, 23 episodi (1993-1995)
- Aristocrats – serie TV, 5 episodi (1999)
- Titanic, regia di Jon Jones – miniserie TV (2012)
- Prime Suspect 1973 - miniserie TV (2017)